# Волпатти, Аарон
Энтони Аарон Волпатти (англ. Anthony Aaron Volpatti; 30 мая 1985; Ревелсток, Британская Колумбия, Канада) — канадский хоккеист, крайний нападающий. Выступал за клубы НХЛ «Ванкувер Кэнакс» и «Вашингтон Кэпиталз». Тафгай.

## Биография

### Ранние годы
Аарон родился в семье Энтони и Ланы Волпатти в городе Ревелсток в Британской Колумбии. У него есть сестра Брианна. Учился в средней школе Ревелстока, был отмечен за успехи в учёбе. Волпатти начал заниматься хоккеем в юном возрасте, также в детстве занимался боксом. В 16 лет он играл за команду «Ревелсток Гриззлис» из Кутенейской международной юниорской хоккейной лиги. Там его приметили представители
команды «Вернон Вайперз» из юниорской Хоккейной лиги Британской Колумбии (BCHL) и в 2003 году пригласили к себе. Волпатти был сразу поставлен играть в четвёртую пятёрку.
В дебютном сезоне 2003/04 он сыграл 55 игр, набрал 5 очков (1+4). В течение следующего сезона Аарон улучшил свои показатели, набрав 18 очков в 57 играх. В 2005 году «Вайперз» играли в финале BCHL за Кубок Фреда Пейджа с командой «Суррей Иглз», но потерпели поражение. Летом 2005 года, после окончания сезона, команда отправилась в туристический поход, во время которого Волпатти из-за неосторожного обращения с огнём получил ожоги 35 % тела. Следующие пять недель он провёл в больнице, затем ещё месяц не мог самостоятельно ходить. Из-за ожогов Аарон не мог использовать в полной мере правую руку. Однако он сумел восстановиться, вернулся в хоккей и провёл за «Вайперз» 25 игр из 60 в сезоне 2005/06, был вице-капитаном команды и набрал за сезон 14 очков.
После трехлетних выступлений за «Вернон Вайперз» Волпатти стал играть за команду Брауновского университета — «Браун Беарс», входящую в Спортивную конференцию восточных колледжей (ECAC). В колледже Аарон учился на кафедре биологии человека и был капитаном хоккейной команды в течение четырёх сезонов. За свой последний в колледже сезон 2009/10 Волпатти заработал 32 очка в 37 играх.

### Профессиональная карьера
22 марта 2010 года, будучи свободным агентом, он заключил контракт с клубом НХЛ «Ванкувер Кэнакс». Оставшуюся часть сезона хоккеист отыграл за фарм-клуб «Манитоба Мус» в АХЛ, забросив 1 шайбу и сделав 1 передачу в восьми играх. В сентябре 2010 года Волпатти готовился к новому сезону в тренировочном лагере вместе «Ванкувер Кэнакс», но перед стартом сезона был вновь переведен в «Манитоба Мус». Дебют в НХЛ состоялся 16 декабря 2010 года в домашней игре против «Торонто Мейпл Лифс», а 20 декабря он забил свой первый гол в НХЛ в своем втором матче в ворота «Сент-Луис Блюз».
Сезон 2010/11 Волпатти завершил с 2 очками в 15 играх в НХЛ и 11 очками в 53 играх в АХЛ. Также он сыграл за «Мус» 12 игр в серии плей-офф и заработал 3 очка (1+2).
Перед следующим сезоном Аарон снова тренировался в лагере «Кэнакс», играя в четвёртом звене с Максимом Лапьером и Дейлом Уисом. Во время игры против «Лос-Анджелес Кингз» в ноябре 2011 года Волпатти травмировал плечо после столкновения с защитником противника Мэттом Грином. До конца не залечив повреждение, Аарон продолжал играть, что повлекло за собой рецидив травмы в следующем месяце. С диагнозом «разрыв связки» он был прооперирован и пропустил остаток сезона.
В межсезонье Волпатти подписал с «Ванкувер Кэнакс» однолетний двусторонний контракт.
Сезон 2012/13 он начал с «Кэнакс» и в 16 играх забил 1 гол. Форвард был вторым в том сезоне по силовым приемам в команде — 42 хита в 16 матчах. Также на его счету четыре драки. Постепенно в команду стали возвращаться ранее травмированные игроки, и Аарон оказался тринадцатым по счету форвардом, перестав попадать в заявку на матч. Руководство клуба хотело задействовать в игре форварда Стива Пиниццотто, который числился в списке травмированных игроков, и в феврале 2013 года выставило Волпатти на драфт отказов НХЛ, чтобы отправить затем в АХЛ в фарм-клуб «Чикаго Вулвз». Однако, прежде, чем это случилось, клуб «Вашингтон Кэпиталз» забрал Аарона с драфта. В апреле 2013 года клуб заключил с канадцем двухлетний контракт на сумму $ 575 тыс.
За сезон 2013/14 Волпатти сыграл за «Кэпиталз» 41 игру, забив 2 шайбы.
В декабре 2014 года хоккеист был отправлен в фарм-клуб «Херши Беарс» в АХЛ набирать форму после травмы шеи.

## Статистика
| Легенда | Легенда                    | Легенда | Легенда                   | Легенда | Легенда    |
| ------- | -------------------------- | ------- | ------------------------- | ------- | ---------- |
| И       | Количество проведённых игр | Штр     | Штрафное время            | +/−     | Плюс-минус |
| Г       | Голы                       | П       | Голевые передачи          | О       | Очки       |
| -       | Статистика неизвестна      | —       | Статистика не учитывалась |         |            |